# Suisio

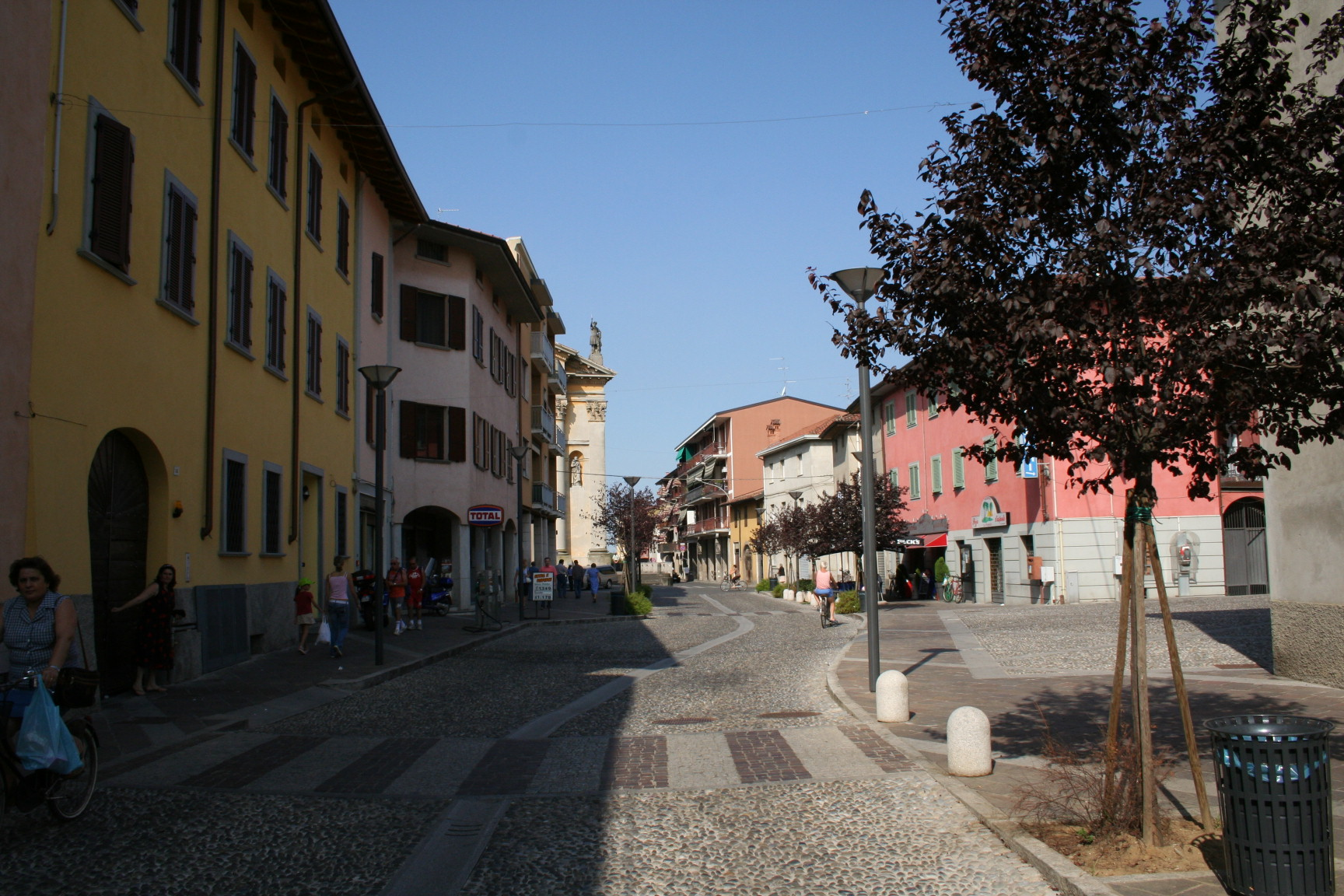
Ortskern

Suisio ist eine norditalienische Gemeinde (comune) mit 3775 Einwohnern (Stand 31. Dezember 2023) in der Provinz Bergamo in der Lombardei. Der Ort ist etwa 20 Kilometer in westlicher Richtung von der Provinzhauptstadt Bergamo entfernt. Mailand liegt etwa 35 Kilometer südwestlich von Suisio.
Durch das Gemeindegebiet fließt die Adda. Mit der Adda grenzt das Gemeindegebiet an die Gemeinde Cornate d’Adda der Provinz Monza und Brianza.

## Persönlichkeiten
- Guido Attilio Previtali (1914–1989), römisch-katholischer Apostolischer Vikar von Tripolis